# 長壽假白烏介
長壽假白烏介（学名：Falsobuntonia changshoui）为粗面介科假白烏介屬下的一个种。